# Dichromodes petrilineata
Dichromodes petrilineata är en fjärilsart som beskrevs av Walker 1861. Dichromodes petrilineata ingår i släktet Dichromodes och familjen mätare. Inga underarter finns listade i Catalogue of Life.